# Julien Mandel
Julien Mandel (1893 – 1961) fue un fotógrafo parisino de origen judío polaco. Fue uno de los fotógrafos comerciales de desnudos femeninos más conocidos de principios del siglo XX. Trabajó en París y su fotografía de autor se hizo conocida en la década de 1910 y fue publicada hasta mediados de la década de 1930 por reconocidas firmas como Armand Noyer, Les Estudios, P-C París, y el Neue Photographische Gesellschaft. 

## Trabajo fotográfico
Produjo postales eróticas. Las modelos se muestran en poses clásicas muy arregladas, fotografiadas tanto en estudio como al aire libre. Las imágenes están ingeniosamente compuestas con tonos exquisitos e iluminación suave — mostrando una textura particular creada por la luz más que por la sombra.
Según se dice, Mandel era miembro y participó en el movimiento fotográfico de vanguardia alemán "la nueva edad exterior" o movimiento "plein air". Numerosas imágenes vendidas bajo este nombre presentan encuadres naturales, jugando con los tonos de la piel ultrapálida y uniforme de las mujeres contrastando con la aspereza de la naturaleza o fondos estampados.
Las fotografías de desnudos se comercializaban en un tamaño similar a una tarjeta postal, pero como la Breve historia de las postales explica: "La mayoría de las postales de desnudos francesas se denominaban postales debido a su tamaño. No significa que fueran destinadas a enviarse por correo postal. Era ilegal enviar tales imágenes por correo (véase Fotografía erótica). Se enviaban previo pago y suscripción dentro de sobres. Su tamaño permitía que fueran fáciles de meter en bolsillos de chaqueta, paquetes, y libros.
"J. Mandel" suele aparecer impreso en el anverso de estas fotografías, siendo uno de los pocos fotógrafos de la época en estampar o firmar su nombre en sus obras. Las postales eróticas se vendieron en grandes cantidades hasta la Segunda Guerra Mundial.
Julian (Julien) Mandel ha sido comparado con Stanisław Julian Ignacy Ostroróg quién también creó en "plein-air" exquisitos desnudos de estilo art-decó en la década de 1920.

## Vida personal
Julien Mandel se casó en Francia con Marie Lefebvre, con quien  tuvo un hijo llamado Jacques Marcel . En 1935, Julien Mandel dejó Francia permanentemente y se fue a vivir a Brasil, cuando junto con George Mandel-Mantelo, Harry Baur y otros ayudaba a judíos de Francia a emigrar a los Estados Unidos, Argentina, Uruguay, Venezuela, Bolivia y otros países, especialmente Brasil donde formó una nueva familia, casándose con María de Lourdes Brochier Medeiros, con quien tuvo tres hijos: Neli Elisabeth, António Sérgio y Sílvia Mônica Medeiros Mandel. Julien Mandel encubrió el hecho de ser judío, para ayudar a otros judíos a escapar del nazismo. En Brasil continuó trabajando como fotógrafo y productor de cine.

## Galería

Desnudo, Alice Prin hacia 1920.Desnudo, Alice Prin hacia 1920.

## Fotografías familiares

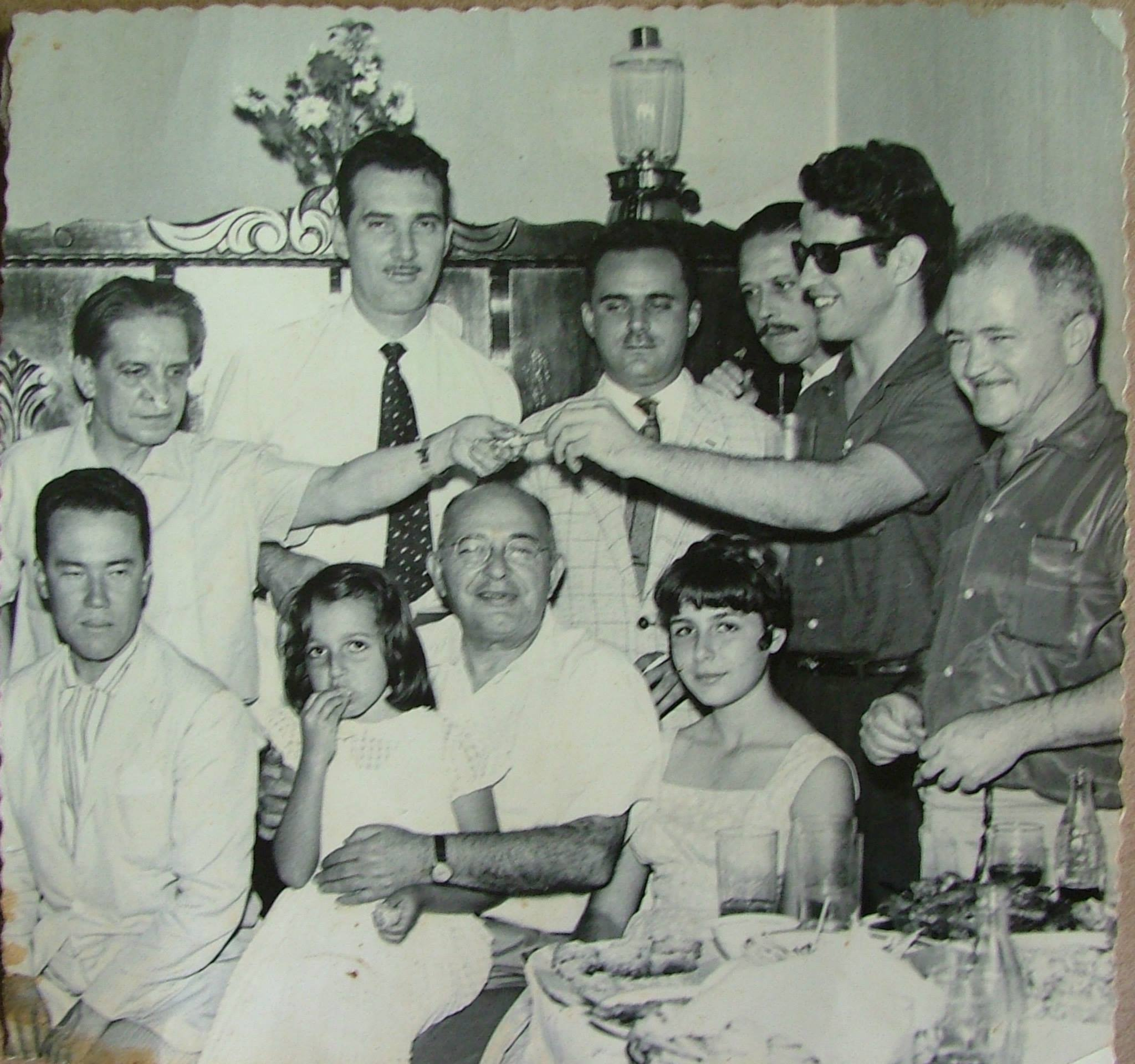
Julien Mandel con su familia y amigos en Brasil.
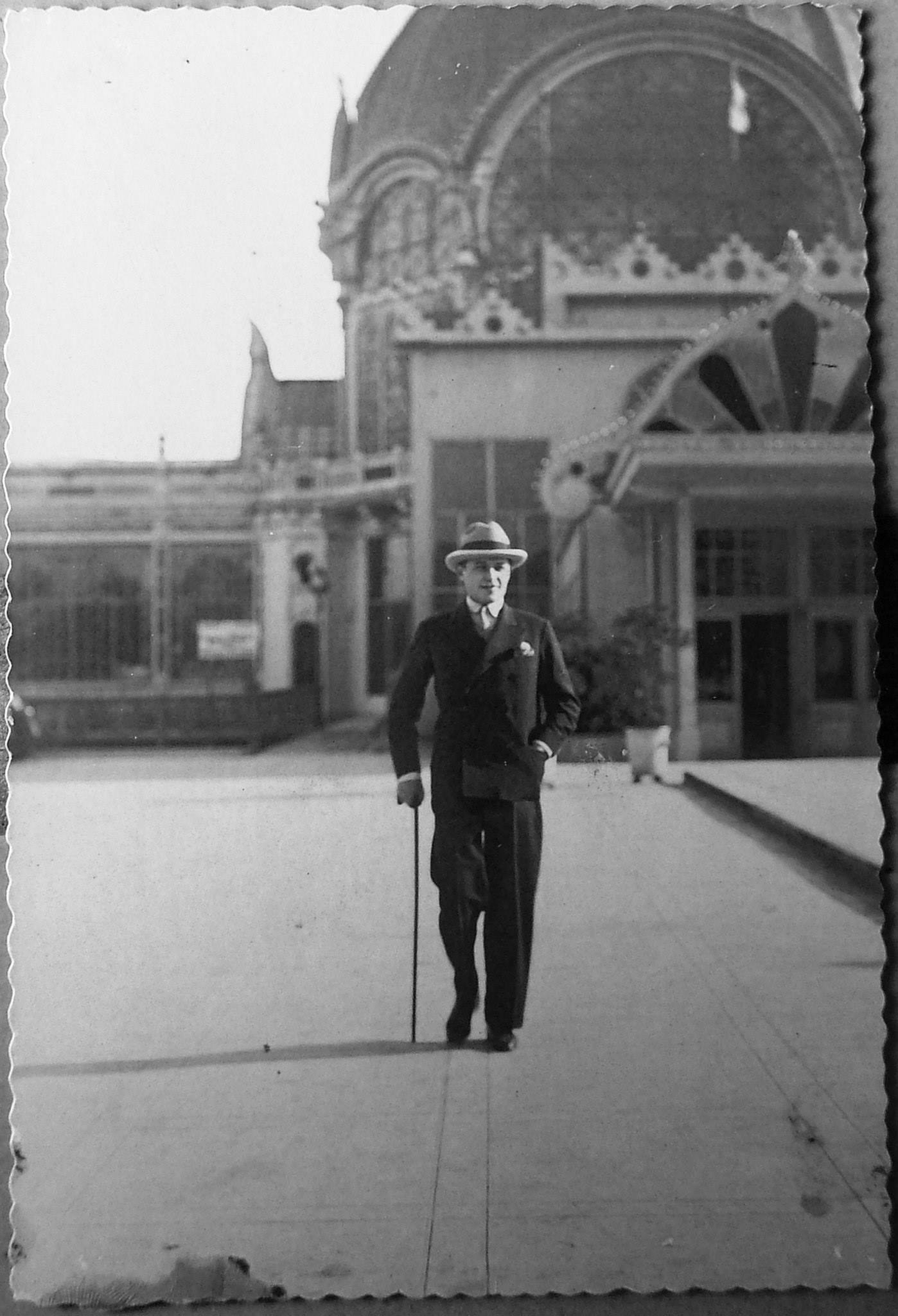
Julien Mandel fotografiado por un amigo en los años 1930.